# لینگو (زبان برنامه‌نویسی)
لینگو یک زبان برنامه نویسی اسکریپتی (برای نمایش متن) است که توسط جان اچ تامسون برای استفاده در نرم‌افزار آدوبی دایرکتور توسعه داده شده‌است. این زبان کاربرد بسیاری در مدل سازی دارد و امکان فرموله کردن مسئله‌های ریاضی را در اختیارتان قرار می‌دهد که این امکان برای بهینه کردن پاسخ مسئله بسیار مفید است.
از لینگو می‌توان در ساختن رابط‌های کاربری، برای ایجاد تغییر در گرافیک، گرافیک بُرداری و گرافیک سه بعدی و دیگر کارهای پردازش داده‌ای استفاده کرد. لینگو از قواعدِ نحوی تخصصی برای پردازش تصویر و دستکاری اشیاء سه‌بعدی پشتیبانی می‌کند.

## تاریخچه
لینگو در سال ۱۹۸۹ توسط جان اچ تامسون در ماکرومایند ابداع و اولین بار با دایرکتور ۲٫۲ منتشر شد. جف تینر لینگو را گسترش دارد و برای دیرکتورهای ۲٫۲ و ۳٫۰ تست کرد.
لینگو به سرعت توسط جامعهٔ چند رسانه‌ای روبه رشد در طول دههٔ ۱۹۹۰ و محصولات محبوب سیستم ماکرومایند دیرکتور مورد مقبولیت قرار گرفت. در ابتدا، حدود ۹۰ درصد از کاربران، تنها از ۱۰ درصد توانایی‌های لینگو استفاده می‌کردند. هرچند که ۱۰ درصد کاربران را توسعه دهندگان بازی تشکیل می‌دادند که علاقه‌مندی بسیاری به دیگر ۹۰ درصد امکانات از قبیل توابع نشان دادند.

## امکانات
لینگو در نرم‌افزار اَداب دیرکتور جاسازی شده‌است و می‌تواند به عنوان اسکریپت (متن) به اشیاء اضافه شود. لینگو یک زبان شی گرا است که از قواعد نحوی طولانی، قاعدهٔ نحوی نقطه و ارث بری پشتیبانی می‌کند.

### نحو طولانی
زمانی که لینگو ساخته شد، یک قاعدهٔ نحو طولانی طراحی شد تا تقلیدی از زبان گفتار داشته باشد که به این ترتیب شروع کار برای مبتدیان آسان شود. کاربران می‌توانستند جملاتی از قبیل جملهٔ زیر را بنویسند: